# ミウの歌〜Love of Siam〜
『ミウの歌〜Love of Siam〜』（みうのうた らぶ・おぶ・さいあむ、英題：The Love of Siam）は、2007年のタイ映画。
日本では2008年のアジアフォーカス2008福岡国際映画祭、2009年の大阪アジアン映画祭で「サイアム・スクエア」の邦題で上映された。
劇場公開は2009年6月20日。
また、2010年の第5回青森インターナショナルLGBTフィルムフェスティバル(7月3日)にて上映された。

## 概要
タイでは珍しい青春ドラマ映画にもかかわらずロングランヒットとなった作品。低予算の作品で、役者もほとんど新人を起用している。
作中で登場するバンド「August(オーガスト)」は、映画公開後に実際にデビューした。

## あらすじ
ミウとトンは幼馴染で親友だったが、トンの姉のタンが失踪したのを切っ掛けにトン一家は引っ越してしまう。
その後、高校3年生になった二人はサイアム・スクエアで偶然再会する。
トンはいまだに失踪した姉を探して苦しみアルコールに走る父親や家族のことで悩み、
ミウは所属するバンド「August」のデビューで必要なラブソングが作れないことで悩んでいた。
再会後に接近する二人と、彼らを取り巻く同年代の男の子や女の子が全て経験する“青春時代特有の純粋さ”を主軸に、
同性愛、アル中、軽い恋愛、片思いといった糸が絡み合いながらラストのライブコンサートまでを一気に魅せるほろ苦いラブストーリー。

## キャスト
- ウィウィシット・ヒランヤウォンクン - ミウ
- マリオ・マウラー - トン
- ガンヤー・ラッタナペット - イン
- アティチャー・ポンシンピパット - ドーナツ
- チャーマーン・ブンヤサック - ジュン/タン
- シンジャイ・プレンパーニット - スニー（トンの母）
- ソンシット・ルンノップクンシー - ゴン（トンの父）

## 賞歴
タイ
- 2007年度スパンナホン映画大賞 - 作品賞・監督賞・助演女優賞受賞
- 2007年度バンコク映画評論家連盟映画大賞 - 作品賞・監督賞・主演女優賞・助演女優賞・脚本賞・音楽賞受賞
- 2007年度スター・エンターテイメント大賞 - 作品賞・監督賞・主演女優賞・助演女優賞・脚本賞・音楽賞受賞
- バンコク国際映画祭2008 - 出品

韓国
- 富川国際ファンタスティック映画祭2008 - 出品

フィリピン
- 第10回シネマニラ国際映画祭 - 出品

ブラジル
- 第16回FESTIVAL MIX BRASIL出品 Audience Award - 受賞

アメリカ
- 第32回ポートランド国際映画祭 - 出品

日本
- アジアフォーカス2008福岡国際映画祭 - 出品
- 大阪アジアン映画祭2009 - 出品、観客賞受賞